# Димитриос Пандермалис
Димитриос Пандермалис (на гръцки: Δημήτριος Παντερμαλής) е виден гръцки археолог, преподавател в Солунския университет „Аристотел“, ръководител на разкопките в Дион, куратор на новия Музей на Акропола, депутат от ПАСОК.

## Биография
Пандермалис е роден в 1940 година в Солун. Учи в катедра История и археология на Солунския университет при професорите Георгиос Бакалакис и Манолис Андроникос, а след това във Философския факултет, катедра по немски език и литература. Следдипломна квалификация прави в Университета във Фрайбург, Германия, където получава докторска степен през 1968 г.
От началото на 1970 година води разкопките на Солунския университет в древния Дион, религиозен център на древните македонци в Пирея. Разкопани са големи части на свещения град, извън градските стени и Дион се превръща в един от най-важните археологически обекти в Гърция, с много находки в местния музей. Археологическите разкопки на университета „Аристотел“ в Дион продължават и днес от студенти.
В изборите през 1996 г. Пандермалис влиза в листата на ПАСОК и е избран за народен представител.

### Трудове
- Τα πορτρέτα των στρατηγών της κλασικής εποχής (1978) (Портретите на военачалниците от класическата епоха, докторска дисертация).
- Η κεράμωση του ανακτόρου της Βεργίνας (1985) (Керемидите на двореца във Вергина)
- Οι μακεδονικοί τάφοι της Πιερίας (1985) (Македонските гробници в Пиерия)
- Δίον: Η ανακάλυψη (2000) (Дион. Откриването)